# Norman Abbott
Norman Abbott est un réalisateur, producteur de cinéma, scénariste et acteur américain, né le 11 juillet 1922 et mort le 9 juillet 2016 à Valencia.

## Filmographie

### Comme réalisateur
- 1950 : The Jack Benny Program (Série télévisée)
- 1957 : Leave It to Beaver (Série télévisée)
- 1962 : Sur le pont, la marine ! (McHale's Navy) (Série télévisée)
- 1964 : Les Monstres (The Munsters) (Série télévisée)
- 1965 : Max la menace (Get Smart) (Série télévisée)
- 1966 : The Last of the Secret Agents? (en)
- 1968 : Blondie (en) (Série télévisée)
- 1970 : Nanny et le professeur (en) (Nanny and the Professor) (Série télévisée)
- 1970 : The Don Knotts Show (en) (Série télévisée)
- 1972 : Sanford and Son (Série télévisée)
- 1974 : That's My Mama (en) (Série télévisée)
- 1975 : The Ghost Busters (Série télévisée)
- 1975 : When Things Were Rotten (Série télévisée)
- 1976 : Alice (Série télévisée)
- 1977 : Father Knows Best: Home for Christmas (Téléfilm)
- 1978 : Danny and the Mermaid (Téléfilm)
- 1979 : The Bad News Bears (en) (Série télévisée)
- 1979 : Mike et Ernie (en) (Working Stiffs) (Série télévisée)
- 1979 : California Fever (en) (Série télévisée)
- 1980 : Nobody's Perfect (en) (Série télévisée)
- 1981 : A Love Letter to Jack Benny (Téléfilm)
- 1988 : Les Nouveaux Monstres sont arrivés (The Munsters Today) (Série télévisée)
- 2001 : Pop-Up Brady (Série télévisée)

### Comme Producteur
- 1950 : The Jack Benny Program (Série télévisée)
- 1966 : The Last of the Secret Agents? (en)
- 1975 : The Ghost Busters (Série télévisée)

### Comme scénariste
- 1966 : The Last of the Secret Agents? (en)

### Comme acteur
- 1942 : Deux nigauds détectives (Who Done It?) d'Erle C. Kenton
- 1953 : Les Yeux de ma mie (Walking My Baby Back Home) de Lloyd Bacon
- 1954 : The Colgate Comedy Hour (en)

## À noter
- Il est le neveu de Bud Abbott[1].